# Jeux du Commonwealth de 2026
 (mai 2022).
La mise en forme du texte ne suit pas les recommandations de Wikipédia : il faut le « wikifier ».
Les points d'amélioration suivants sont les cas les plus fréquents. Le détail des points à revoir est peut-être précisé sur la page de discussion.
- Les titres sont pré-formatés par le logiciel. Ils ne sont ni en capitales, ni en gras.
- Le texte ne doit pas être écrit en capitales (les noms de famille non plus), ni en gras, ni en italique, ni en « petit »…
- Le gras n'est utilisé que pour surligner le titre de l'article dans l'introduction, une seule fois.
- L'italique est rarement utilisé : mots en langue étrangère, titres d'œuvres, noms de bateaux, etc.
- Les citations ne sont pas en italique mais en corps de texte normal. Elles sont entourées par des guillemets français : « et ».
- Les listes à puces sont à éviter, des paragraphes rédigés étant largement préférés. Les tableaux sont à réserver à la présentation de données structurées (résultats, etc.).
- Les appels de note de bas de page (petits chiffres en exposant, introduits par l'outil «  Source ») sont à placer entre la fin de phrase et le point final[comme ça].
- Les liens internes (vers d'autres articles de Wikipédia) sont à choisir avec parcimonie. Créez des liens vers des articles approfondissant le sujet. Les termes génériques sans rapport avec le sujet sont à éviter, ainsi que les répétitions de liens vers un même terme.
- Les liens externes sont à placer uniquement dans une section « Liens externes », à la fin de l'article. Ces liens sont à choisir avec parcimonie suivant les règles définies. Si un lien sert de source à l'article, son insertion dans le texte est à faire par les notes de bas de page.
- La présentation des références doit suivre les conventions bibliographiques. Il est recommandé d'utiliser les modèles {{Ouvrage}}, {{Chapitre}}, {{Article}}, {{Lien web}} et/ou {{Bibliographie}}. Le mode d'édition visuel peut mettre en forme automatiquement les références.
- Insérer une infobox (cadre d'informations à droite) n'est pas obligatoire pour parachever la mise en page.

Pour une aide détaillée, merci de consulter Aide:Wikification.
Si vous pensez que ces points ont été résolus, vous pouvez retirer ce bandeau et améliorer la mise en forme d'un autre article.
Navigation
Édition précédente Édition suivante
Les Jeux du Commonwealth de 2026, officiellement connus sous le nom de XXIII Jeux du Commonwealth, sont un événement multisports pour les membres du Commonwealth qui se déroulent à Glasgow en Écosse du 23 juillet au 2 août 2026.
Les Jeux auraient dû avoir lieu dans cinq régions de l'État de Victoria, Australie (Melbourne, Geelong, Bendigo, Ballarat et Gippsland). La ville hôte devait initialement être sélectionnée lors de l'Assemblée générale du CGF 2019 à Kigali, au Rwanda. Le 16 juin 2019, le CGF a confirmé qu'il déciderait de la ville hôte en 2020, mais le manque d'intérêt des villes et la pandémie de COVID-19 ont retardé l'annonce. En décembre 2021, le CGF a annoncé qu'il annoncerait un hôte en mars 2022, cependant, Victoria a été annoncée comme hôte le 12 avril 2022, après deux mois d'un processus de dialogue exclusif avec le CGF,.
Le 21 août 2023, l'État de Victoria est arrivé à un arrangement légal avec la Commonwealth Games Federation et ses partenaires économiques (Commonwealth Games Federation Partnerships) ainsi que la Commonwealth Games Australia. L'État de Victoria va leur verser 380 millions de dollars australiens à titre de compensation à la suite de sa décision de ne plus organiser l'événement. L'État de Victoria en effet ne peut faire face à un budget d'organisation estimé entre 6 et 7 milliards de dollars australiens. La Commonwealth Games Federation envisage de repousser les Jeux d'un an pour trouver de nouveaux organisateurs. En parallèle, la province de l'Alberta au Canada annonce retirer sa candidature, la seule, pour l'organisation des Jeux de 2030.

## Sélection de la ville hôte
Lors de l'Assemblée générale du CGF le 31 mars 2017 à Gold Coast, après le difficile processus de candidature de la ville hôte des Jeux du Commonwealth de 2022, le conseil d'administration annonce qu'il avait prévu d'attribuer simultanément les Jeux du Commonwealth de 2026 et 2030 lors de l'Assemblée générale du CGF prévue à Kigali, Rwanda en septembre 2019. Un nouveau modèle appelé CGF Partnerships (CGFP) est mis en place. Cela vise à apporter un soutien plus fort aux associations et aux villes qui manifestent leur intérêt pour l'organisation de futurs Jeux et à renforcer la valeur globale de l'événement. Ceci est similaire au processus utilisé par le Comité international olympique (CIO) depuis 2017,. En janvier 2022, le gouvernement de l'État de Victoria annonce qu'il envisage sérieusement une demande tardive du CGF d'accueillir les Jeux. Le 16 février 2022, le premier ministre de Victoria, Daniel Andrews, confirme que l'État est en négociations exclusives avec le CGF pour accueillir les Jeux. Il est déclaré que si elle réussit à accueillir les Jeux une deuxième fois, une candidature victorienne viserait à mettre l'accent sur les centres régionaux de l'État - tels que Geelong, Ballarat et Bendigo - au lieu d'être principalement basés à Melbourne, comme en 2006. Bendigo avait déjà accueilli les Jeux de la jeunesse du Commonwealth de 2004. L'acceptation de l'offre sera probablement également conditionnée à un accord sur les moyens de contrôler les coûts, tels que le logement des athlètes et des officiels dans des hôtels plutôt que dans un village dédié,. Cette offre est confirmée comme réussie le 12 avril 2022.
| Région   | Nation    | Votes   |
| -------- | --------- | ------- |
| Victoria | Australie | Unanime |

En août 2023, L'État de Victoria renonce à l'organisation, ne pouvant faire face aux dépenses envisagées. Londres se propose pour remplacer l'État australien, tout comme l'Écosse,.